# Robert R. Casey

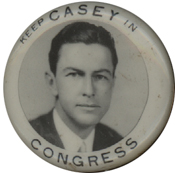
Bild von Robert R. Casey auf einem Wahlkampfbutton

Robert Randolph Casey (* 27. Juli 1915 in Joplin, Missouri; † 17. April 1986 in Houston, Texas) war ein US-amerikanischer Politiker. Zwischen 1959 und 1976 vertrat er den Bundesstaat Texas im US-Repräsentantenhaus.

## Werdegang
Im Jahr 1930 kam Robert Casey mit seinen Eltern nach Houston. Er besuchte die San Jacinto High School und studierte danach an der University of Houston. Nach einem anschließenden Jurastudium an der South Texas School of Law und seiner 1940 erfolgten Zulassung als Rechtsanwalt begann er in Alvin in diesem Beruf zu arbeiten. In den Jahren 1942 und 1943 war er juristischer Vertreter dieser Stadt; dort saß er auch im Schulausschuss. Später kehrte er nach Houston zurück. 1948 wurde er stellvertretender Staatsanwalt im Harris County. Gleichzeitig schlug er als Mitglied der Demokratischen Partei eine politische Laufbahn ein. Zwischen 1949 und 1951 war er Abgeordneter im Repräsentantenhaus von Texas. Von 1950 bis 1958 fungierte Casey als Bezirksrichter im Harris County. Außerdem war er Vorstandsmitglied des South Texas College of Law und des Speech and Hearing Center. Darüber hinaus war er einer der Direktoren der South Texas Law Journal, Inc.
Bei den Kongresswahlen des Jahres 1958 wurde Casey im 22. Wahlbezirk von Texas in das US-Repräsentantenhaus in Washington, D.C. gewählt, wo er am 3. Januar 1959 die Nachfolge von Martin Dies antrat. Nach acht Wiederwahlen konnte er bis zu seinem Rücktritt am 22. Januar 1976 im Kongress verbleiben. In diese Zeit fielen unter anderem der Vietnamkrieg, die Watergate-Affäre und die Endphase der Bürgerrechtsbewegung. Caseys Rücktritt erfolgte nach seiner Berufung in die Federal Maritime Commission, in der er für einige Zeit verblieb. Danach praktizierte er wieder als Anwalt. Robert Casey starb am 17. April 1986 in Houston.